# Pavel Michtchenko
Pavel Ivanovitch Michtchenko (en russe : Павел Иванович Мищенко, né le 22 janvier 1853 à Temir-Khan-Choura et mort en cette même ville en 1918, est un général d'artillerie de l'armée impériale russe, gouverneur-général du Turkestan russe et un  ataman (chef militaire et politique) des Cosaques du Don. Il participe notamment à la guerre russo-turque de 1877-1878, à la guerre russo-japonaise et à la Première Guerre mondiale. 

## Biographie
Mishchenko est né en 1853 dans le fort russe de Temir-Khan-Choura dans l'oblast du Daghestan de la vice-royauté du Caucase. Diplômé en 1871 de l'école militaire de Pavlovsk en tant qu'officier d'artillerie, il est affecté à la 38e brigade d'artillerie et participe à la conquête russe du khanat de Khiva en 1873.
Il participe à la guerre russo-turque de 1877-1878 et à la conquête du Turkménistan sous les ordres du général Skobelev. À partir de 1899, Michtchenko sert en Mandchourie en tant que chef adjoint de la sécurité du chemin de fer de l'Est chinois. Il combat pendant la rébellion des Boxers et est promu général de division et décoré de l'Ordre de Saint-Georges (4e classe).
À partir de 1903, Michtchenko commande de la brigade de Cosaques de Transbaïkalie. Pendant la guerre russo-japonaise de 1904-1905, il commande une brigade de cosaques du Baïkal oriental qui participe à de nombreuses batailles de cette guerre. Initialement, ses forces se trouvaient en Corée, avec pour ordre d'empêcher le débarquement de la première armée japonaise et sa marche vers la Mandchourie. Cependant, après plusieurs escarmouches mineures, Michtchenko se replie sur le fleuve Yalu. Il joue un rôle mineur sur les flancs de la bataille du fleuve Yalu, et fait partie des défenses russes lors de la bataille de Hsimucheng et de la bataille de Te-li-Ssu. Lors de la bataille de Liaoyang et de la bataille du Cha-Ho, il commande les formations de cavalerie russes couvrant l'arrière-garde de la retraite russe. Il est promu lieutenant-général en octobre 1904 et nommé commandant du nouveau corps de cavaliers en décembre 1904. Il mène un raid important vers le sud le 6 janvier 1905 avec 6 000 cavaliers dans le but de détruire les réserves japonaises stockées à Niúzhuāng. La mission fut un désastre et la force revint douze jours plus tard après des pertes massives. Il est blessé à la jambe lors de la bataille de Sandepu et bien que réintégré en tant que commandant du Corps des cavaliers en mars 1905, il ne participa pas à la bataille de Mukden.
Après la guerre, du 2 mai 1908 au 17 mars 1909, Michtchenko est commandant du district militaire du Turkestan et gouverneur général du Turkestan. Il est également ataman des Cosaques de Semiretchie. Il est promu général d'artillerie en 1910, et de 1911 à 1912, il est ataman par intérim des Cosaques du Don. Au début de la Première Guerre mondiale, Michtchenko est nommé commandant du 2e corps d'armée du Caucase et, à partir de 1915, du 31e corps d'armée russe sur le front du Sud-Ouest.
Après la révolution de Février, il est démis de ses fonctions par le gouvernement provisoire dans le cadre d'une purge des éléments monarchistes connus et est mis à la retraite. Il retourne dans sa ville natale de Temir-Khan-Choura, où il continue à porter son uniforme et ses insignes. Après la révolution d'Octobre, les autorités bolcheviques locales lui demandent de renoncer à ses décorations et ses épaulettes, et lorsqu'il résiste, il est malmené et se suicide ou est assassiné par les bolcheviques à son domicile.